# Кейп-Хорн (округ Алпайн, Калифорния)
Кейп-Хорн (англ. Cape Horn) — невключенная территория в округе Алпайн, штат Калифорния. Свой статус территория получила 19 января 1981 года. Высота центра населенного пункта — 2 440 м над уровнем моря.